# Cour d'Alsace-Lorraine
Cour d'Alsace-Lorraine är en återvändsgata i Quartier de Picpus i Paris tolfte arrondissement. Gatan är uppkallad efter den tidigare franska regionen Alsace-Lorraine. Cour d'Alsace-Lorraine börjar vid Rue de Reuilly 67.

## Omgivningar
- Église Saint-Éloi
- Impasse Baronnet
- Impasse Mousset
- Square Saint-Charles
- Square Saint-Éloi
- Passage du Génie

## Bilder
| - Cour d'Alsace-Lorraine. - Cour d'Alsace-Lorraine. - Église Saint-Éloi. |

## Kommunikationer
- Tunnelbana – linje  – Montgallet
- Busshållplats Pierre Bourdan – Paris bussnät

### Webbkällor
- ”Cour d'Alsace-Lorraine”. Mairie de Paris. https://web.archive.org/web/20160303221931/http://www.v2asp.paris.fr/commun/v2asp/v2/nomenclature_voies/Voieactu/0256.nom.htm. Läst 11 december 2023.
- ”Cour d'Alsace-Lorraine (12ème arrondissement)”. Les rues de Paris. https://web.archive.org/web/20160409082341/http://www.parisrues.com/rues12/paris-12-cour-d-alsace-lorraine.html. Läst 11 december 2023.